# چوسی فوناهارا
چوسی فوناهارا (انگلیسی: Chosei Funahara؛ زادهٔ ۱۰ دسامبر ۱۹۵۳) موسیقی‌دان، فیلم‌سازی اهل ژاپن است.